# Proctoporus bolivianus
Espèce
Synonymes
- Proctoporus longicaudatus Andersson, 1914
- Proctoporus obesus Barbour & Noble, 1920
- Proctoporus subsolanus Doan & Castoe & Arizabal Arriaga, 2005

Proctoporus bolivianus est une espèce de sauriens de la famille des Gymnophthalmidae.

## Répartition
Cette espèce se rencontre entre 2 100 et 3 743 m d'altitude dans la région de Puno au Pérou et dans le département de La Paz en Bolivie.

## Publication originale
- Werner, 1910 : Über neue oder seltene Reptilien des Naturhistorischen Museums in Hamburg. II. Eidechsen. Jahrbuch der hamburgischen Wissenschaftlichen Anstalten, vol. 27, no 2, p. 1-46 (texte intégral).